# 伊度亞度·達施華
爱德华多·阿尔维斯·达席尔瓦（Eduardo Alves da Silva，1983年2月25日—），通常簡稱爱德华多（Eduardo），是一名已退役的巴西裔的克羅地亞職業足球員，司职前鋒，亦能勝任輔鋒和翼鋒等。
伊度亞度於巴西的家鄉球會班古體育會開始其職業生涯，其後他加入萨格勒布迪纳摩的青年隊。他曾被外借至國際扎普雷希奇，上陣15場，攻入10球。效力萨格勒布迪纳摩期間，他成為一位高效的射手，於109場比賽中攻入73球。2007年，他以750萬歐元的價錢轉會至阿仙奴，但一次的斷腳意外阻礙他球會生涯的發展。2010年，他轉會至頓內次克礦工。
2002年，伊度亞度取得克羅地亞的戶籍，並於2004年11月16日在友誼賽對陣愛爾蘭國家足球隊時，為克羅地亞國家足球隊首次上陣，時值21歲。他在2012年歐洲國家盃和2014年世界盃期間，獲時任領隊和徵召入隊。伊度亞度為克羅地亞隊攻入29球，克羅地亞隊史上第5佳射手。

## 球員生涯

### 借用至班古體育會及國際扎普雷希奇
1998年，在爱德华多15歲時，他遷往克羅地亞首都薩格勒布，並加入薩格勒布戴拿模，及後被借回巴西的班古體育會和當時在克羅地亞次級聯賽作賽的國際扎普雷希奇。在效力國際扎普雷希奇時爱德华多為球會在上陣15場攻入10球。

### 薩格勒布戴拿模
在2003-04年球季，他返回薩格勒布戴拿模，並成為了當季克羅地亞最佳球員。他繼續為戴拿模在克羅地亞甲組聯賽作賽，成為了聯賽最佳球員。在2006年8月23日歐聯外圍賽以1比5敗走阿仙奴的賽事（第2圈），爱德华多為球會射入了唯一的入球，是阿仙奴主場酋長球場的首個正式比賽入球。

### 阿仙奴
在2007年7月3日阿仙奴球會會方公佈已成功從薩格勒布戴拿模以750萬鎊簽下爱德华多。最初會方為爱德华多申請工作證，被英國內政部拒絕辦理，會方為此上訴，案件於8月2日審理。 爱德华多在7月19日首次為球會上陣對土耳其的根克勒比爾利吉，在69分鐘以後備身分換入。

### 顿涅茨克矿工
2010年7月20日阿森纳俱乐部正式宣佈爱德华多以600万英镑的价格转会东欧乌克兰的这家强队。

## 傷患
2008年2月23日，爱德华多於伯明翰對阿仙奴的英超比賽中，3分鐘就被對方球員馬田·泰萊鏟傷，馬田·泰萊直接紅牌離開。而爱德华多即時被送入醫院，其後證實斷腳，可能需要休息9個月。而阿仙奴最終被伯明翰逼和2比2。幸好經過進一步驗傷後，阿仙奴隊醫和爱德华多的妻子均透露，爱德华多純粹是左小腿骨折，韌帶沒受重創，傷勢不如最初想像般惡劣。他有望把休養期縮短至6個月，而非之前所指的最少1年甚至面臨掛靴。

## 重披戰衣
2008年12月16日，伊度亞度從接近10個月的休養恢復過來，在阿仙奴預備組對朴茨茅斯預備組的賽事中回歸球場，他完成了上半場比賽，之後由比斯卓夫入替。2009年2月16日於足總盃第四圈重賽主場對卡迪夫城在一隊正式復出，更射入兩球協助球隊大勝4-0晉級。

## 國家隊生涯

### U-21
在2002年爱德华多獲得克羅地亞國籍，被克羅地亞21歲以下國家足球隊徵召入隊，在德國主辦的2004年21歲以下歐洲國家盃上陣。他在被國家隊淘汰出局前的3場分組賽都有上陣。爱德华多在首場國際賽對塞黑有入球。在此屆歐國盃後，他就沒有再為U-21上陣。

### 國家隊一隊
他首場為克羅地亞國家足球隊上陣是在2004年11月16日友誼賽對愛爾蘭，作為後備的他在下半場被換入。在2006年，他來港為國家隊參加嘉士伯盃賽事，在對港隊的賽事中射入一球，最後克羅地亞贏4比0。他在2006年世界盃足球賽未被領隊卡蘭積卡徵召。
2006年世界盃後，克羅地亞國家隊更換新帥，比歷獲任命為領隊，爱德华多再加入國家隊。

## 榮譽

### 球會
薩格勒布戴拿模
- 克羅地亞甲組足球聯賽：2002–03賽季、2005–06賽季、2006–07賽季
- 克羅地亞盃：2001–02賽季、2003–04賽季、2006–07賽季
- 克羅地亞超級盃：2002年、2003年、2006年

 薩克達
- 烏克蘭足球超級聯賽：2010–11賽季、2011–12賽季、2012–13賽季、2013–14賽季
- 烏克蘭盃：2010–11賽季、2011–12賽季、2012–13賽季、2015–16賽季
- 烏克蘭超級盃：2013年、2014年、2015年

### 個人榮譽
- 克羅地亞年度最佳球員：2004年、2006年
- 克羅地亞甲組足球聯賽年度最佳球員：2004年
- 克羅地亞甲組足球聯賽神射手：2007年

## 其他
雖然爱德华多被傳媒叫作達施華，但他並不喜歡這個名字，他說達施華是他母親的名字，他比較喜歡人叫他爱德华多或杜度（Dudu）。